# ریشتون
ریشتون (به انگلیسی: Rishton) یک شهرک در بریتانیا است که در Hyndburn واقع شده‌است. ریشتون ۶٬۶۲۵ نفر جمعیت دارد.